# Serie A1 w piłce siatkowej kobiet (2010/2011)
Serie A1 2010/2011 – Kolejny sezon walki o mistrzostwo Włoch organizowany przez Lega Pallavolo Serie A pod egidą Włoskiego Związku Piłki Siatkowej (wł. Federazione Italiana Pallavolo, FIPAV). Zainaugurowany został 28 listopada 2010 roku.
W sezonie 2010/2011 w Lidze Mistrzyń Włochy reprezentował Scavolini Pesaro, Foppapedretti Bergamo i MC-Carnaghi Villa Cortese w Pucharze CEV – Chateau d’Ax Urbino Volley.

## Drużyny uczestniczące
| Drużyna                      | Miejsce w sezonie 2009/2010 | Miasto            | Uwagi                                                |
| ---------------------------- | --------------------------- | ----------------- | ---------------------------------------------------- |
| Scavolini Pesaro             | złoto                       | Pesaro            | Liga Mistrzyń                                        |
| MC-Carnaghi Villa Cortese    | srebro · złoto              | Villa Cortese     | Liga Mistrzyń                                        |
| Foppapedretti Bergamo        | brąz                        | Bergamo           | Liga Mistrzyń                                        |
| Chateau d’Ax Urbino Volley   | 5                           | Urbino            | Puchar CEV siatkarek (2010/2011)                     |
| Despar Perugia               | 6                           | Perugia           |                                                      |
| Yamamay Busto Arsizio        | 7                           | Busto Arsizio     |                                                      |
| Asystel Novara               | 8                           | Novara            |                                                      |
| Florens Castellana Grotte    | 9                           | Castellana Grotte |                                                      |
| Riso Scotti Pawia            | 10                          | Pawia             |                                                      |
| RebecchiLupa Piacenza        | 11                          | Piacenza          |                                                      |
| Zoppas Industries Conegliano | 12                          | Conegliano        | miejsce wykupione od Monte Schiavo Banca Marche Jesi |
| LIU•JO Volley Modena         | 1 (Serie A2)                | Modena            | beniaminek                                           |

## Transfery

### Scavolini Pesaro
| przychodzą                                   | odchodzą                                         |
| -------------------------------------------- | ------------------------------------------------ |
| Rossella Olivotto (Trentino Volley Rosa)     | Ilaria Garzaro (Chateau d’Ax Urbino)             |
| Monica De Gennaro (Aprilla Volley)           | Elke Wijnhoven                                   |
| Manon Flier (Asystel Novara)                 | Katarzyna Skowrońska-Dolata (Fenerbahce Stambuł) |
| Elisa Manzano (Zoppas Industries Conegliano) | Dragana Marinkovic                               |
| Destinee Hooker (GS Galtex Seoul – KOR)      | Carolina Costagrande (Dinamo Moskwa – RUS)       |
| Giulia Pascucci (Trevi)                      | Martina Boscoscuro                               |

## Faza zasadnicza

### Terminarz i wyniki
|  |  | 1. KOLEJKA |  |
|  |  | ---------- |  |

| 28.11.2010 | Scavolini Pesaro | 3:1 (22:25, 25:12, 25:20, 26:24) | Riso Scotti Pawia |

| 28.11.2010 | MC-Carnaghi Villa Cortese | 3:1 (25:27, 25:21, 22:25, 25:20) | Chateau d’Ax Urbino |

| 28.11.2010 | Zoppas Conegliano | 3:2 (25:19, 20:25, 25:23, 23:25, 15:12) | Foppapedretti Bergamo |

| 28.11.2010 | LIU•JO Volley Modena | 3:0 (25:23, 25:18, 25:18) | Despar Perugia |

| 28.11.2010 | Florens Castellana Grotte | 0:3 (16:25, 17:25, 19:25) | Yamamay Busto Arsizio |

| 28.11.2010 | Asystel Novara | 2:3 (22:25, 25:22, 25:11, 21:25, 8:15) | Rebecchi Piacenza |

|  |  | 2. KOLEJKA |  |
|  |  | ---------- |  |

| 5.12.2010 | Rebecchi Piacenza | 1:3 (25:23, 18:25, 20:25, 17:25) | MC-Carnaghi Villa Cortese |

| 5.12.2010 | Chateau d’Ax Urbino | 3:2 (22:25, 21:25, 25:20, 25:17, 15:10) | Asystel Novara |

| 5.12.2010 | Riso Scotti Pawia | 1:3 (12:25, 25:23, 20:25, 13:25) | Zoppas Conegliano |

| 5.12.2010 | Foppapedretti Bergamo | 0:3 (16:25, 18:25, 21:25) | LIU•JO Volley Modena |

| 5.12.2010 | Despar Perugia | 0:3 (23:25, 23:25, 17:25) | Florens Castellana Grotte |

| 5.12.2010 | Yamamay Busto Arsizio | 0:3 (20:25, 21:25, 19:25) | Scavolini Pesaro |

|  |  | 3. KOLEJKA |  |
|  |  | ---------- |  |

| 12.12.2010 | Scavolini Pesaro | 2:3 (25:21, 22:25, 25:22, 14:25, 12:15) | Foppapedretti Bergamo |

| 12.12.2010 | MC-Carnaghi Villa Cortese | 3:1 (21:25, 25:14, 25:17, 25:11) | Despar Perugia |

| 12.12.2010 | Riso Scotti Pawia | 1:3 (25:19, 24:26, 24:26, 20:25) | Asystel Novara |

| 12.12.2010 | Rebecchi Piacenza | 1:3 (17:25, 25:22, 19:25, 19:25) | Yamamay Busto Arsizio |

| 12.12.2010 | Zoppas Conegliano | 3:1 (25:13, 25:19, 15:25, 25:15) | Chateau d’Ax Urbino |

| 12.12.2010 | LIU•JO Volley Modena | 1:3 (22:25, 17:25, 25:23, 28:30) | Florens Castellana Grotte |

|  |  | 4. KOLEJKA |  |
|  |  | ---------- |  |

| 19.12.2010 | Foppapedretti Bergamo | 3:0 (25:14, 25:23, 25:20) | Rebecchi Piacenza |

| 19.12.2010 | Asystel Novara | 1:3 (32:30, 20:25, 19:25, 22:25) | MC-Carnaghi Villa Cortese |

| 19.12.2010 | Florens Castellana Grotte | 3:2 (25:16, 26:28, 25:18, 19:25, 15:11) | Scavolini Pesaro |

| 19.12.2010 | Despar Perugia | 3:1 (28:26, 23:25, 25:21, 25:16) | Riso Scotti Pawia |

| 19.12.2010 | Yamamay Busto Arsizio | 3:0 (25:23, 25:16, 25:16) | Zoppas Conegliano |

| 19.12.2010 | Chateau d’Ax Urbino | 3:0 (30:28, 25:19, 25:18) | LIU•JO Volley Modena |

|  |  | 5. KOLEJKA |  |
|  |  | ---------- |  |

| 19.12.2010 | Scavolini Pesaro | 3:0 (25:23, 25:22, 25:22) | Chateau d’Ax Urbino |

| 19.12.2010 | MC-Carnaghi Villa Cortese | 1:3 (25:19, 24:26, 24:26, 21:25) | Florens Castellana Grotte |

| 19.12.2010 | Riso Scotti Pawia | 1:3 (19:25, 25:21, 15:25, 20:25) | Foppapedretti Bergamo |

| 19.12.2010 | Zoppas Conegliano | 3:1 (25:20, 25:22, 12:25, 25:20) | Asystel Novara |

| 19.12.2010 | Rebecchi Piacenza | 3:0 (25:19, 25:19, 26:24) | Despar Perugia |

| 19.12.2010 | LIU•JO Volley Modena | 0:3 (16:25, 17:25, 11:25) | Yamamay Busto Arsizio |

|  |  | 6. KOLEJKA |  |
|  |  | ---------- |  |

| 9.01.2011 | Despar Perugia | 2:3 (15:25, 25:19, 16:25, 25:16, 11:15) | Foppapedretti Bergamo |

| 9.01.2011 | LIU•JO Volley Modena | 2:3 (19:25, 23:25, 25:20, 29:27, 12:15) | MC-Carnaghi Villa Cortese |

| 9.01.2011 | Asystel Novara | 3:0 (25:20, 25:17, 25:22) | Scavolini Pesaro |

| 9.01.2011 | Yamamay Busto Arsizio | 3:1 (25:21, 21:25, 25:18, 25:15) | Riso Scotti Pawia |

| 9.01.2011 | Chateau d’Ax Urbino | 3:0 (25:13, 25:18, 25:19) | Rebecchi Piacenza |

| 9.01.2011 | Florens Castellana Grotte | 3:2 (23:25, 25:23, 25:17, 22:25, 10:15) | Zoppas Conegliano |

|  |  | 7. KOLEJKA |  |
|  |  | ---------- |  |

| 16.01.2011 | Foppapedretti Bergamo | 3:0 (25:18, 26:24, 25:23) | MC-Carnaghi Villa Cortese |

| 16.01.2011 | Zoppas Conegliano | 3:1 (25:23, 19:25, 25:20, 26:24) | LIU•JO Volley Modena |

| 16.01.2011 | Yamamay Busto Arsizio | 0:3 (22:25, 11:25, 28:30) | Asystel Novara |

| 16.01.2011 | Scavolini Pesaro | 3:0 (27:25, 25:20, 25:21) | Despar Perugia |

| 16.01.2011 | Riso Scotti Pawia | 1:3 (18:25, 20:25, 25:21, 11:25) | Chateau d’Ax Urbino |

| 16.01.2011 | Rebecchi Piacenza | 3:1 (30:28, 16:25, 25:16, 25:20) | Florens Castellana Grotte |

|  |  | 8. KOLEJKA |  |
|  |  | ---------- |  |

| 23.01.2011 | MC-Carnaghi Villa Cortese | 1:3 (25:19, 19:25, 15:25, 23:25) | Scavolini Pesaro |

| 23.01.2011 | Zoppas Conegliano | 3:1 (23:25, 25:18, 25:22, 25:20) | Rebecchi Piacenza |

| 23.01.2011 | LIU•JO Volley Modena | 3:2 (25:13, 18:25, 21:25, 25:21, 15:10) | Riso Scotti Pawia |

| 23.01.2011 | Florens Castellana Grotte | 3:2 (23:25, 25:21, 25:19, 28:30, 20:18) | Foppapedretti Bergamo |

| 23.01.2011 | Asystel Novara | 3:0 (25:20, 25:18, 25:19) | Despar Perugia |

| 23.01.2011 | Chateau d’Ax Urbino | 3:2 (25:20, 25:17, 18:25, 21:25, 15:13) | Yamamay Busto Arsizio |

|  |  | 9. KOLEJKA |  |
|  |  | ---------- |  |

| 30.01.2011 | Florens Castellana Grotte | () | Chateau d’Ax Urbino |

| 30.01.2011 | Rebecchi Piacenza | () | Riso Scotti Pawia |

| 30.01.2011 | Scavolini Pesaro | () | LIU•JO Volley Modena |

| 30.01.2011 | Foppapedretti Bergamo | () | Asystel Novara |

| 30.01.2011 | MC-Carnaghi Villa Cortese | () | Yamamay Busto Arsizio |

| 30.01.2011 | Despar Perugia | () | Zoppas Conegliano |

## Tabela po rundzie zasadniczej
| Poz. | Klub                         | Pkt. | Mecze | Mecze   | Mecze     | Sety  | Sety    | Sety      |
| Poz. | Klub                         | Pkt. | Mecze | wygrane | przegrane | Sety  | wygrane | przegrane |
| ---- | ---------------------------- | ---- | ----- | ------- | --------- | ----- | ------- | --------- |
| 1.   | Zoppas Industries Conegliano | 19   | 8     | 7       | 1         | 21:12 | 21      | 12        |
| 2.   | Scavolini Pesaro             | 17   | 8     | 5       | 3         | 19:11 | 19      | 11        |
| 3.   | Yamamay Busto Arsizio        | 16   | 8     | 5       | 3         | 17:11 | 17      | 11        |
| 4.   | Foppapedretti Bergamo        | 15   | 8     | 5       | 3         | 19:14 | 19      | 14        |
| 5.   | Asystel Novara               | 14   | 8     | 4       | 4         | 18:13 | 18      | 13        |
| 6.   | MC-Carnaghi Villa Cortese    | 14   | 8     | 5       | 3         | 17:15 | 17      | 15        |
| 7.   | Chateau d’Ax Urbino Volley   | 13   | 8     | 5       | 3         | 17:14 | 17      | 14        |
| 8.   | Florens Castellana Grotte    | 11   | 8     | 4       | 4         | 15:18 | 15      | 18        |
| 9.   | LIU•JO Volley Modena         | 9    | 8     | 3       | 5         | 13:17 | 13      | 17        |
| 10.  | Rebecchi Volley Piacenza     | 8    | 8     | 3       | 5         | 12:18 | 12      | 18        |
| 11.  | Despar Perugia               | 7    | 8     | 2       | 6         | 9:19  | 9       | 19        |
| 12.  | Riso Scotti Pawia            | 1    | 8     | 0       | 8         | 9:24  | 9       | 24        |

Stan na 27 stycznia 2011.